# 회원초등학교
{회원초등학교}는 대한민국 경상남도 창원시에 있는 공립 초등학교이다.

## 학교 연혁
- 1943년 3월 21일 마산상남국민학교 개교
- 1944년 5월 1일 회원국민학교 개명
- 1993년 2월 25일 학생 체육관(봉화관) 건립
- 1996년 3월 1일 회원초등학교로 개명

## 참고 자료
- 회원초등학교 - 한국교육학술정보원 학교알리미